# 삼중임계점
삼중임계점(영어: Tricritical point)은 응집물질물리학에서 2차 상전이가 1차 상전이로 전환되는 지점을 가리킨다.
역사적으로 살펴볼 때 초전도체로의 전이가 1차 상전이인지 2차 상전이인지 오랫동안 논쟁거리였다. 1982년 긴츠버그-란다우 계수 {\displaystyle \kappa }가 충분히 크면 소용돌이(vortex)의 요동이 중요해져서 2차 상전이가 발생한다는 점이 밝혀지면서 논란이 종식되었다. 삼중임계점은 대략 {\displaystyle \kappa =0.76/{\sqrt {2}}}, 즉 1종 초전도체와 2종 초전도체의 경계인 {\displaystyle \kappa =1/{\sqrt {2}}}보다 약간 작은 지점이다. 2002년 몬테카를로 방법의 컴퓨터 시뮬레이션으로 확인되었다.